# SC Gonzen
Der SC Gonzen (ausgeschrieben Schachclub Gonzen) ist ein Kreisverein im St. Galler Oberland (Schweiz) mit Sitz in Sargans. Er wurde 1980 gegründet und nach der gleichnamigen Bergspitze über Sargans benannt. Der Verein erhielt 2010 eine ausserordentliche Auszeichnung vom Schweizer Schachbund für die Förderung des Breitenschachs in der Schweiz.
Im Juniorenbereich stellt der Verein mehrere Mannschaften, unter anderem auch in der höchsten Schweizer Juniorenliga (SJMM National Liga A, Sektion Ost). Neben einem allgemeinen Juniorentraining werden zusätzliche Leistungskurse angeboten.
Im Spitzenschach stellt der Verein eine Mannschaft in der 1. Schweizer Bundesliga und gewann in dieser Liga in den Saisons 2015/16, 2017/18 und 2018/19 die Schweizer Gruppenmeisterschaft.
Bekanntestes Mitglied ist Rustam Kasimjanov. Weitere Großmeister, die für den SC Gonzen spielen beziehungsweise gespielt haben, sind Sebastian Bogner, Ehsan Ghaem Maghami, Imre Héra, Bence Korpa, Csaba Balogh und Serhij Owsejewytsch.